# Seleukos (Kommandant)
Seleukos (altgriechisch Σέλευκος Séleukos) war 30 v. Chr. ein ptolemäischer Kommandant des östlichen ägyptischen Verteidigungspostens Pelusion.
Im Endstadium der entscheidenden militärischen Auseinandersetzung zwischen den Triumvirn Marcus Antonius und Octavian (dem späteren Kaiser Augustus) um die Alleinherrschaft im römischen Reich zogen sich Antonius und seine Geliebte, die ptolemäische Königin Kleopatra VII., nach ihrer Niederlage in der Schlacht bei Actium (2. September 31 v. Chr.) nach Ägypten zurück. Im Sommer 30 v. Chr. rückten Octavians Heere von Westen und Osten gegen das Nilland vor. Damals war Seleukos der Kommandant des östlichen Grenzpostens Pelusion, der aber so auffällig schnell kapitulierte, dass Seleukos verdächtigt wurde, die Bastion verräterisch übergeben zu haben. Der antike Biograph Plutarch erwähnt, dass Seleukos gerüchteweise bei seinem vermeintlichen Verrat nicht ohne Zustimmung Kleopatras gehandelt habe, doch wird diese Behauptung in der modernen Forschung bezweifelt. Die Königin ließ jedenfalls Seleukos’ Gattin und Kinder Antonius zur Hinrichtung überstellen, doch ist nicht bekannt, ob die Verwandten des Seleukos tatsächlich exekutiert wurden. Auch zu Seleukos’ weiterem Schicksal liegen keine Informationen vor.